# Leucania bicolorata
Leucania bicolorata är en fjärilsart som beskrevs av Plante 1992. Leucania bicolorata ingår i släktet Leucania och familjen nattflyn. Inga underarter finns listade i Catalogue of Life.